# Tibetan Freedom Concert
Tibetan Freedom Concert fueron una serie de conciertos organizados para promover la independencia del Tíbet de la República de China. 

## Versiones grabadas
La versión de VHS fue lanzada el 3 de agosto de 1999 por MVP Home Entertainment.
El video contiene varias presentaciones en vivo de los siguientes artistas: Beastie Boys, Rage Against the Machine, Red Hot Chili Peppers, Sonic Youth, Foo Fighters, Björk, Beck, The Fugees, entre otros.
La versión en DVD de Free Tibet fue lanzada al mercado el 29 de agosto de 2000 por Ryko Distribution. El DVD contiene las imágenes de los dos días de concierto de liberación del Tíbet en 1997 en el Parque Golden Gate en San Francisco, California.
Contiene las presentaciones en vivo de Rage Against the Machine, Smashing Pumpkins, Sonic Youth, A Tribe Called Quest, Björk, y Beck entre otros.
El DVD también contiene comentarios de Adam Yauch de los Beastie Boys, el director Spike Jonze y además imágenes del concierto en vivo de los Beastie Boys en la ciudad de Nueva York en el año 2000.
- Datos: Q980915